# Reşit Karabacak
Reşit Karabacak (* 5. Juli 1954 in Erzurum; † 19. November 2020 in Bursa) war ein türkischer Ringer. Er wurde 1983 Europameister im freien Stil im Mittelgewicht.

## Werdegang
Reşit Karabacak begann als Jugendlicher mit dem türkischen Nationalsport Öl-Ringkampf. Erst mit 19 Jahren fing er 1973 in Izmir an, auch das olympische Ringen zu trainieren. Sein Trainer war dort Muharren Atik, der 1971 aus Bulgarien in die Türkei gekommen war. Während seiner Laufbahn, in der er sich im freien Stil betätigte, gehörte er auch den Sportvereinen Tofas „Sas Spor“ Külübü und Ankara „TEDAS“ Külübü an.
Reşit wurde im Jahre 1974 erstmals bei einer internationalen Meisterschaft, der Europameisterschaft in Madrid eingesetzt. Er verpasste im Leichtgewicht mit einem 4. Platz nur knapp die Medaillenränge. Nach einem 6. Platz bei der Europameisterschaft 1976 in Leningrad im Weltergewicht, konnte er 1977 mit dem 2. Platz bei der Europameisterschaft in Bursa einen ersten größeren Erfolg feiern. Er besiegte dabei Dan Karabín aus der ČSSR und Alexander Nanew aus Bulgarien. Lediglich der sowjetische Sportler Peter Marta erwies sich als stärker.
Auch bei der Weltmeisterschaft des gleichen Jahres gewann Reşit u. a. gegen den mehrfachen Weltmeister Ruslan Aschuraliew aus der UdSSR, musste sich aber nach Niederlagen gegen Günter Busarello aus Österreich und Stanley Dziedzic aus den USA mit dem 4. Platz zufriedengeben.
1978 gewann Reşit bei der Europameisterschaft in Sofia im Weltergewicht erneut eine Medaille. Dabei gewann er u. a. auch gegen Gerald Brauer aus der DDR und Jancho Pawlow aus Bulgarien. Nach längerer erfolgloser Zeit siegte er überraschend bei der Europameisterschaft 1983 in Budapest im Mittelgewicht. Er bezwang dabei mit Josef Lohyna aus der ČSSR, Efraim Kamberow aus Bulgarien und Giorgi Makassarischwili aus der UdSSR drei Spitzenringer.
Bei den Olympischen Spielen 1984 in Los Angeles verletzte Reşit sich schon im ersten Kampf gegen Mark Schultz aus den USA und musste aufgeben. Schließlich gewann er aber bei den Europameisterschaften 1985 in Leipzig und 1987 in Tampere noch einmal jeweils eine Bronzemedaille im Halbschwergewicht.
Reşit Karabacak sorgte in seiner Laufbahn für die Besonderheit, dass er vom Leichtgewicht (bis 68 kg Körpergewicht) bis in das Halbschwergewicht (bis 90 kg Körpergewicht) aufstieg und in seiner jeweils neuen Gewichtsklasse immer gleich wieder Anschluss an die Spitze fand. Nach dem Ende seiner aktiven Laufbahn wurde Reşit Trainer.
Karabacak starb am 19. November 2020 infolge einer Covid-19-Erkrankung.

## Internationale Erfolge
(OS = Olympische Spiele, WM = Weltmeisterschaft, EM = Europameisterschaft, F = freier Stil, Le = Leichtgewicht, We = Weltergewicht, Mi = Mittelgewicht, Hs = Halbschwergewicht, damals bis 68 kg, 74 kg, 82 kg und 90 kg Körpergewicht)
- 1974, 4. Platz, EM in Madrid, F, Le, mit Siegen über Viktor Meier, Schweiz, Marian Jaros, ČSSR und Zygmunt Kudelski, Polen und Niederlagen gegen Iwan Vassiliew, Bulgarien und Gerald Brauer, DDR;
- 1974, 4. Platz, Balkanspiele der Junioren in Gorna Orahovitza/Bulgarien, F, Le, hinter Claudiu Zeiner, Rumänien, Dimitar Stojanow, Bulgarien und Kiro Ristov, Jugoslawien;
- 1976, 6. Platz, EM in Leningrad, F, We, mit Siegen über Juhani Hakola, Finnland und Giuseppe Spagnoli, Italien und Niederlagen gegen Fred Hempel, DDR und Marin Pîrcălabu, Rumänien;
- 1977, 1. Platz, „Dan-Petrow“-Turnier in Jambol, F, We, vor Peter Marta, UdSSR und Sotirow, Bulgarien;
- 1977, 2. Platz, EM in Bursa, mit Siegen über Kiro Ristov, Alexander Nanew, Bulgarien, Emilian Christian, Rumänien und Dan Karabín, ČSSR und einer Niederlage gegen Peter Marta;
- 1977, 4. Platz, WM in Lausanne, F, We, mit Siegen über Suehira Fujita, Japan, Ruslan Aschuraliew, UdSSR und Emilian Christian und Niederlagen gegen Günter Busarello, Österreich und Stanley Dziedzic, USA;
- 1978, 3. Platz, EM in Sofia, F, We, mit Siegen über Gerold Brauer, Jean-Michel Legrande, Frankreich, Jancho Pawlow, Bulgarien und Iraklis Deskoulidis, Griechenland und Niederlagen gegen Marin Pîrcălabu und Peter Marta;
- 1979, 4. Platz, EM in Bukarest, F, Mi, mit Siegen über Jimmy Martinetti, Schweiz, Pawel Szabo, ČSSR, Efraim Kamberow, Bulgarien und Niederlagen gegen István Kovács, Ungarn und Adolf Seger, BRD;
- 1980, 9. Platz, EM in Prievidza, F, Mi, nach Niederlagen gegen Günter Busarello und Peter Syring, DDR;
- 1980, 1. Platz, Turnier in Łódź, F, Hs, vor Krwnig, UdSSR, Jan Gorski, Polen und Radu, Rumänien;
- 1981, 12. Platz, EM in Łódź, F, Mi, nach Niederlagen gegen Leszek Ciota, Polen und Juras Kuciurko, ČSSR;
- 1983, 1. Platz, Mittelmeer-Spiele in Casablanca, F, Mi, vor Adnan Elezi, Jugoslawien, Luciano Ortelli, Italien und Kassem Aloulabi, Syrien;
- 1983, 1. Platz, EM in Budapest, F, Mi, vor Efraim Kamberow, Bulgarien, Georgi Makrasaschwili, UdSSR, Josef Lohyna, ČSSR und Georgiu Fodor, Rumänien;
- 1983, 5. Platz, WM in Kiew, F, Mi, hinter Taimuras Dsgojew, UdSSR, Dsewegiin Düwtschin, Mongolei, Efraim Kamberow und Josef Lohyna, und vor Leszek Ciota;
- 1984, unpl., OS in Los Angeles, F, Mi, Aufgabe wegen Verletzung im 1. Kampf gegen Mark Schultz, USA,
- 1985, 3. Platz, EM in Leipzig, F, Hs, hinter Robert Tibilow, UdSSR und Julian Risnoveano, Rumänien und vor Jan Gorski, Torsten Wagner, DDR und Juras Kuciurko;
- 1987, 3. Platz, EM in Tampere, F, Hs, hinter Macharbek Chadarzew, UdSSR und Efraim Kamberow und vor Iraklios Deskoulidis, Bodo Lukowski, BRD und Jerzy Niec, Polen;
- 1987, 1. Platz, Mittelmeer-Spiele in Latakia, F, Hs, vor Zouhair Saghaier, Tunesien, Iraklios Deskoulidis und  Jaber Ali Alsaid, Ägypten;
- 1987, 15. Platz, WM in Clermont-Ferrand, F, Hs, Sieger: Maharbeg Chadarzew vor James Scherr, USA und Jerzy Niec